# Юзеф Залєський
Юзеф Залєський, справжнє ім'я Юзеф Болеслав Пьотровський, псевдо Кобза (*3 липня 1850 року у Володаві, †1915) — польський публіцист, за фахом лікар.
Син офіцера наполеонівських військ. Студіював медицину у Варшавській головній школі. Мешкав у маєтку Залісся у Владиславовому, пізніше на вимогу царської влади мусив виїхати за межі Конгресового королівства. Мешкав у Стамбулі, під Ґрацом, 1898 року осів у Тешинській Сілезії. Придбав господарство в Пуньцові. Публікував власні твори в «Robotniku Śląskim», брошури «Дослідна станція в Пуньцові» і «Два ювілеї Рільничого товариства для ксьондза Цєшинського і Єжи Цєньцяли», новелу «Сльоза сілезянки» (1895), поему «Песове поле» (1896) і повість «Ондрашек» (1913–1914).